# کوه دالاس
کوه دالاس (به انگلیسی: Dallas Peak) یک کوه در ایالات متحده آمریکا است که در کلرادو واقع شده‌است. کوه دالاس ۴٬۲۱۰٫۸۶ متر بالاتر از سطح دریا واقع شده‌است.